# Cornelis Adrianus Kammeraad
Cornelis Adrianus Kammeraad (Hazerswoude, 14 januari 1902 – Middelburg, 20 oktober 1978) was een Nederlands politicus voor de Volkspartij voor Vrijheid en Democratie (VVD).

## Levensloop
Cornelis Kammeraad werd geboren als zoon van Reinier Kammeraad en Adriana Keij. Na de HBS studeerde hij aan de Handelsavondschool. Kammeraad begon zijn carrière als werknemer bij de graanmaalderij van zijn oom. Vanaf 1923 was hij daar de eigenaar van. Daarna begon zijn politieke loopbaan. Van 1935 tot 1941 was hij lid van de gemeenteraad van Koudekerke en van 1958 tot 1962 was hij lid van de gemeenteraad van Middelburg. Van 1962 tot 1965 functioneerde hij als lid van de Provinciale Staten van Zeeland. Van 31 juli 1963 tot 22 februari 1967 was hij lid van de Tweede Kamer der Staten-Generaal. In de Tweede Kamer der Staten-Generaal hield hij zich voornamelijk bezig met middenstandsaangelegenheden, visserij, handelspolitiek en koninkrijkszaken.

## Persoonlijk
Op 5 december 1923 te Koudekerke trouwde Kammeraad met Wilhelmina Dina Reijnierse en samen hadden ze twee kinderen, een dochter en een zoon.

## Nevenfuncties
- Lid van het dagelijks bestuur van de Kamer van Koophandel en Fabrieken voor Midden- en Noordzeeland
- Voorzitter van de Nederlandse Molenaarsbond
- Lid van het hoofdbestuur van de Koninklijke Nederlandse Middenstandsbond
- Lid van de adviescommissie Gewestelijk Arbeidsbureau voor Zeeland
- Voorzitter van de Kamer van Koophandel en Fabrieken voor Midden- en Noordzeeland
- Plaatsvervangend lid van de Sociaal Economische Raad

## Ridderorden
- Officier in de Orde van Oranje-Nassau
- Ridder in de Orde van de Nederlandse Leeuw

- Biografisch Portaal: 23558657
- Parlement.com: vg09ll24edpr